# Coupe de la Ligue anglaise de football 2016-2017
Navigation
Édition précédente Édition suivante
La Coupe de la Ligue anglaise 2016-2017 est la 56e édition de la compétition. C'est une coupe à élimination directe qui se joue entre les 20 équipes de Premier League et les 72 équipes de Football League. Le vainqueur est automatiquement qualifié pour la Ligue Europa 2017-2018.
Les équipes reléguées de Premier League durant la saison 2015-2016 commencent la compétition à partir du deuxième tour, tout comme les équipes de Premier League ne participant pas à une compétition européenne (Ligue des champions ou Ligue Europa). De leur côté, les équipes amenées à jouer en Europe jouent leur premier match au troisième tour.
Le premier tour commence le 9 août 2016 et la finale se dispute le 26 février 2017. La dernière édition a vu Manchester City remporter son 4e titre contre Liverpool.

## Clubs participants
En tout, 92 clubs (Premier League, Championship, League One et League Two) participent à cette édition.

### Distribution
La coupe est organisée de telle façon qu'il ne reste que 32 clubs au 3e tour. 70 des 72 clubs de la Football League (niveaux 2 à 4) entrent en lice au 1er tour. Au 2e tour, les 13 clubs de Premier League non engagés dans des compétitions européennes, ainsi que les deux clubs de Championship les mieux classés lors de la saison précédente entrent en lice. Au 3e tour, les clubs de Premier League restant font leurs débuts dans la compétition.

## Calendrier
| Tour         | Tirage au sort    | Match aller             | Match retour            |
| ------------ | ----------------- | ----------------------- | ----------------------- |
| 1er tour     | 22 juin 2016      | 9 au 11 août 2016       | 9 au 11 août 2016       |
| 2e tour      | 10 août 2016      | 23 au 25 août 2016      | 23 au 25 août 2016      |
| 3e tour      | 25 août 2016      | 20 et 21 septembre 2016 | 20 et 21 septembre 2016 |
| 4e tour      | 21 septembre 2016 | 25 et 26 octobre 2016   | 25 et 26 octobre 2016   |
| 5e tour      | 26 octobre 2016   | 29 et 30 novembre 2016  | 29 et 30 novembre 2016  |
| Demi-finales | 30 novembre 2016  | 10 et 11 janvier 2017   | 24 et 25 janvier 2017   |
| Finale       | janvier 2017      | 27 février 2017         | 27 février 2017         |

## Premier tour
| 9 août 2016 | Accrington Stanley (4)                                                                                               | 0 - 0 11 - 10 t. a. b. | Bradford City (3) |                                                                     |                                                                     |
| BST         | |                        | | Crown Ground, Accrington Spectateurs : 1 936 Arbitrage : David Webb | Crown Ground, Accrington Spectateurs : 1 936 Arbitrage : David Webb |
| BST         | Rapport |                        | | Crown Ground, Accrington Spectateurs : 1 936 Arbitrage : David Webb | Crown Ground, Accrington Spectateurs : 1 936 Arbitrage : David Webb |
| BST         | Hughes · Clark · Hewitt · McCartan · Pearson · Conneely · Beckles · Donacien · O'Sullivan · Chapman · Hughes · Clark | Tirs au but 11 - 10    | McMahon · Webb-Foster · Hanson · Morais · Law · Marshall · Vincelot · Knight-Percival · Devine · Doyle · McMahon · Webb-Foster | Crown Ground, Accrington Spectateurs : 1 936 Arbitrage : David Webb | Crown Ground, Accrington Spectateurs : 1 936 Arbitrage : David Webb |

|     | Barnsley (2) | 1 - 2 a. p. | Northampton Town (3)            |                                                                        |                                                                        |
| BST | Scowen 21e   | (1 - 0)     | Davies 52e (csc) · O'Toole 114e | Oakwell Stadium, Barnsley Spectateurs : 4 455 Arbitrage : Carl Boyeson | Oakwell Stadium, Barnsley Spectateurs : 4 455 Arbitrage : Carl Boyeson |
| BST | Rapport      |             |                                 | Oakwell Stadium, Barnsley Spectateurs : 4 455 Arbitrage : Carl Boyeson | Oakwell Stadium, Barnsley Spectateurs : 4 455 Arbitrage : Carl Boyeson |

|     | Birmingham City (2) | 0 - 1 a. p. | Oxford United (3) |                                                                        |                                                                        |
| BST |                     | (0 - 0)     | Sercombe 120e     | St Andrew's, Birmingham Spectateurs : 7 202 Arbitrage : Darren Handley | St Andrew's, Birmingham Spectateurs : 7 202 Arbitrage : Darren Handley |
| BST | Rapport             |             |                   | St Andrew's, Birmingham Spectateurs : 7 202 Arbitrage : Darren Handley | St Andrew's, Birmingham Spectateurs : 7 202 Arbitrage : Darren Handley |

|     | Blackpool (4)                                          | 4 - 2 a. p. | Bolton Wanderers (3)          |                                                                        |                                                                        |
| BST | Mellor 74e · Potts 78e · McAllister 109e · Herron 115e | (0 - 1)     | Proctor 45+2e · Woolery 90+5e | Bloomfield Road, Blackpool Spectateurs : 3 633 Arbitrage : Darren Bond | Bloomfield Road, Blackpool Spectateurs : 3 633 Arbitrage : Darren Bond |
| BST | Rapport                                                |             |                               | Bloomfield Road, Blackpool Spectateurs : 3 633 Arbitrage : Darren Bond | Bloomfield Road, Blackpool Spectateurs : 3 633 Arbitrage : Darren Bond |

|     | Brighton & Hove Albion (2)              | 4 - 0   | Colchester United (4) |                                                                          |                                                                          |
| BST | Baldock 64e · Murphy 70e 86e · Manu 74e | (0 - 0) |                       | Falmer Stadium, Brighton Spectateurs : 6 895 Arbitrage : James Linington | Falmer Stadium, Brighton Spectateurs : 6 895 Arbitrage : James Linington |
| BST | Rapport                                 |         |                       | Falmer Stadium, Brighton Spectateurs : 6 895 Arbitrage : James Linington | Falmer Stadium, Brighton Spectateurs : 6 895 Arbitrage : James Linington |

|     | Cambridge United (4)       | 2 - 1 a. p. | Sheffield Wednesday (2) |                                                                       |                                                                       |
| BST | Mingoia 90+1e · Berry 118e | (0 - 0)     | João 52e                | Abbey Stadium, Cambridge Spectateurs : 4 170 Arbitrage : Keith Stroud | Abbey Stadium, Cambridge Spectateurs : 4 170 Arbitrage : Keith Stroud |
| BST | Rapport                    |             |                         | Abbey Stadium, Cambridge Spectateurs : 4 170 Arbitrage : Keith Stroud | Abbey Stadium, Cambridge Spectateurs : 4 170 Arbitrage : Keith Stroud |

|     | Carlisle United (4)   | 2 - 1   | Port Vale (3) |                                                                     |                                                                     |
| BST | Wyke 27e · Miller 41e | (2 - 0) | Grant 51e     | Brunton Park, Carlisle Spectateurs : 3 363 Arbitrage : Mark Haywood | Brunton Park, Carlisle Spectateurs : 3 363 Arbitrage : Mark Haywood |
| BST | Rapport               |         |               | Brunton Park, Carlisle Spectateurs : 3 363 Arbitrage : Mark Haywood | Brunton Park, Carlisle Spectateurs : 3 363 Arbitrage : Mark Haywood |

|     | Cheltenham Town (4) | 1 - 0   | Charlton Athletic (3) |                                                                         |                                                                         |
| BST | Pell 17e            | (1 - 0) |                       | Whaddon Road, Cheltenham Spectateurs : 2 106 Arbitrage : Brendan Malone | Whaddon Road, Cheltenham Spectateurs : 2 106 Arbitrage : Brendan Malone |
| BST | Rapport             |         |                       | Whaddon Road, Cheltenham Spectateurs : 2 106 Arbitrage : Brendan Malone | Whaddon Road, Cheltenham Spectateurs : 2 106 Arbitrage : Brendan Malone |

|     | Coventry City (3)                    | 3 - 2 a. p. | Portsmouth (4)                 |                                                                     |                                                                     |
| BST | Haynes 60e · Gadzhev 82e · Rose 106e | (0 - 1)     | Main 20e (pen.) · Naismith 85e | Ricoh Arena, Coventry Spectateurs : 4 976 Arbitrage : Andrew Madley | Ricoh Arena, Coventry Spectateurs : 4 976 Arbitrage : Andrew Madley |
| BST | Rapport                              |             |                                | Ricoh Arena, Coventry Spectateurs : 4 976 Arbitrage : Andrew Madley | Ricoh Arena, Coventry Spectateurs : 4 976 Arbitrage : Andrew Madley |

|     | Derby County (2) | 1 - 0   | Grimsby Town (4) |                                                                      |                                                                      |
| BST | Keogh 60e        | (0 - 0) |                  | Pride Park Stadium, Derby Spectateurs : 11 692 Arbitrage : Ben Toner | Pride Park Stadium, Derby Spectateurs : 11 692 Arbitrage : Ben Toner |
| BST | Rapport          |         |                  | Pride Park Stadium, Derby Spectateurs : 11 692 Arbitrage : Ben Toner | Pride Park Stadium, Derby Spectateurs : 11 692 Arbitrage : Ben Toner |

|     | Doncaster Rovers (4) | 1 - 2   | Nottingham Forest (2)    |                                                                         |                                                                         |
| BST | Mandeville 69e       | (0 - 1) | Vaughan 11e · Ward 90+1e | Keepmoat Stadium, Doncaster Spectateurs : 5 160 Arbitrage : Andy Haines | Keepmoat Stadium, Doncaster Spectateurs : 5 160 Arbitrage : Andy Haines |
| BST | Rapport              |         |                          | Keepmoat Stadium, Doncaster Spectateurs : 5 160 Arbitrage : Andy Haines | Keepmoat Stadium, Doncaster Spectateurs : 5 160 Arbitrage : Andy Haines |

|     | Exeter City (4) | 1 - 0 a. p. | Brentford (2) |                                                                     |                                                                     |
| BST | Harley 100e     | (0 - 0)     |               | St James Park, Exeter Spectateurs : 2 633 Arbitrage : Kevin Johnson | St James Park, Exeter Spectateurs : 2 633 Arbitrage : Kevin Johnson |
| BST | Rapport         |             |               | St James Park, Exeter Spectateurs : 2 633 Arbitrage : Kevin Johnson | St James Park, Exeter Spectateurs : 2 633 Arbitrage : Kevin Johnson |

|     | Ipswich Town (2) | 0 - 1   | Stevenage (4) |                                                                          |                                                                          |
| BST |                  | (0 - 0) | Kennedy 53e   | Portman Road, Ipswich Spectateurs : 6 858 Arbitrage : Charles Breakspear | Portman Road, Ipswich Spectateurs : 6 858 Arbitrage : Charles Breakspear |
| BST | Rapport          |         |               | Portman Road, Ipswich Spectateurs : 6 858 Arbitrage : Charles Breakspear | Portman Road, Ipswich Spectateurs : 6 858 Arbitrage : Charles Breakspear |

|     | Leyton Orient (4) | 2 - 3   | Fulham (2)                     |                                                                    |                                                                    |
| BST | McCallum 73e 81e  | (0 - 1) | Adeniran 29e · Woodrow 51e 54e | Brisbane Road, Londres Spectateurs : 3 855 Arbitrage : Andy Davies | Brisbane Road, Londres Spectateurs : 3 855 Arbitrage : Andy Davies |
| BST | Rapport           |         |                                | Brisbane Road, Londres Spectateurs : 3 855 Arbitrage : Andy Davies | Brisbane Road, Londres Spectateurs : 3 855 Arbitrage : Andy Davies |

|     | Mansfield Town (4) | 1 - 3   | Blackburn Rovers (2)       |                                                                    |                                                                    |
| BST | Rose 48e           | (0 - 1) | Stokes 29e 55e · Duffy 54e | Field Mill, Mansfield Spectateurs : 2 885 Arbitrage : Steve Martin | Field Mill, Mansfield Spectateurs : 2 885 Arbitrage : Steve Martin |
| BST | Rapport            |         |                            | Field Mill, Mansfield Spectateurs : 2 885 Arbitrage : Steve Martin | Field Mill, Mansfield Spectateurs : 2 885 Arbitrage : Steve Martin |

|     | Newport County (4)               | 2 - 3   | Milton Keynes Dons (3)               |                                                                        |                                                                        |
| BST | Jackson 31e · Randall 55e (pen.) | (1 - 0) | Bowditch 63e (pen.) 90e · Tilney 70e | Rodney Parade, Newport Spectateurs : 1 402 Arbitrage : Oliver Langford | Rodney Parade, Newport Spectateurs : 1 402 Arbitrage : Oliver Langford |
| BST | Rapport                          |         |                                      | Rodney Parade, Newport Spectateurs : 1 402 Arbitrage : Oliver Langford | Rodney Parade, Newport Spectateurs : 1 402 Arbitrage : Oliver Langford |

|     | Oldham Athletic (3) | 2 - 1   | Wigan Athletic (2) |                                                                        |                                                                        |
| BST | Flynn 18e · Law 83e | (1 - 1) | Grigg 34e          | Boundary Park, Oldham Spectateurs : 2 554 Arbitrage : Geoff Eltringham | Boundary Park, Oldham Spectateurs : 2 554 Arbitrage : Geoff Eltringham |
| BST | Rapport             |         |                    | Boundary Park, Oldham Spectateurs : 2 554 Arbitrage : Geoff Eltringham | Boundary Park, Oldham Spectateurs : 2 554 Arbitrage : Geoff Eltringham |

|     | Peterborough United (3)           | 3 - 2   | Wimbledon (3)                 |                                                                               |                                                                               |
| BST | Nichols 64e 90+3e · P. Taylor 68e | (0 - 1) | Whelpdale 34e · L. Taylor 78e | London Road Stadium, Peterborough Spectateurs : 2 850 Arbitrage : Ollie Yates | London Road Stadium, Peterborough Spectateurs : 2 850 Arbitrage : Ollie Yates |
| BST | Rapport                           |         |                               | London Road Stadium, Peterborough Spectateurs : 2 850 Arbitrage : Ollie Yates | London Road Stadium, Peterborough Spectateurs : 2 850 Arbitrage : Ollie Yates |

|     | Preston North End (2) | 1 - 0   | Hartlepool United (4) |                                                                |                                                                |
| BST | Doyle 90+4e           | (0 - 0) |                       | Deepdale, Preston Spectateurs : 4 509 Arbitrage : Andy Woolmer | Deepdale, Preston Spectateurs : 4 509 Arbitrage : Andy Woolmer |
| BST | Rapport               |         |                       | Deepdale, Preston Spectateurs : 4 509 Arbitrage : Andy Woolmer | Deepdale, Preston Spectateurs : 4 509 Arbitrage : Andy Woolmer |

|     | Rochdale (3)                                  | 3 - 1   | Chesterfield (3) |                                                                         |                                                                         |
| BST | Henderson 47e · Cannon 53e · Mendez-Laing 78e | (1 - 0) | McGinn 30e       | Spotland Stadium, Rochdale Spectateurs : 1 436 Arbitrage : Nigel Miller | Spotland Stadium, Rochdale Spectateurs : 1 436 Arbitrage : Nigel Miller |
| BST | Rapport                                       |         |                  | Spotland Stadium, Rochdale Spectateurs : 1 436 Arbitrage : Nigel Miller | Spotland Stadium, Rochdale Spectateurs : 1 436 Arbitrage : Nigel Miller |

|     | Rotherham United (2)                            | 4 - 5 a. p. | Morecambe (4)                                           |                                                                             |                                                                             |
| BST | Halford 59e (pen.) · Yates 81e 120e · Forde 83e | (0 - 1)     | Stockton 6e · Dunn 68e 90+2e (pen.) 118e · Ellison 113e | New York Stadium, Rotherham Spectateurs : 3 793 Arbitrage : Seb Stockbridge | New York Stadium, Rotherham Spectateurs : 3 793 Arbitrage : Seb Stockbridge |
| BST | Rapport                                         |             |                                                         | New York Stadium, Rotherham Spectateurs : 3 793 Arbitrage : Seb Stockbridge | New York Stadium, Rotherham Spectateurs : 3 793 Arbitrage : Seb Stockbridge |

|     | Scunthorpe United (3) | 2 - 0 a. p. | Notts County (4) |                                                                        |                                                                        |
| BST | Van Veen 100e 115e    | (0 - 0)     |                  | Glanford Park, Scunthorpe Spectateurs : 2 158 Arbitrage : Scott Duncan | Glanford Park, Scunthorpe Spectateurs : 2 158 Arbitrage : Scott Duncan |
| BST | Rapport               |             |                  | Glanford Park, Scunthorpe Spectateurs : 2 158 Arbitrage : Scott Duncan | Glanford Park, Scunthorpe Spectateurs : 2 158 Arbitrage : Scott Duncan |

|     | Sheffield United (3) | 1 - 2 a. p. | Crewe Alexandra (4) |                                                                      |                                                                      |
| BST | Clarke 6e            | (1 - 0)     | Lowe 89e 100e       | Bramall Lane, Sheffield Spectateurs : 8 305 Arbitrage : James Adcock | Bramall Lane, Sheffield Spectateurs : 8 305 Arbitrage : James Adcock |
| BST | Rapport              |             |                     | Bramall Lane, Sheffield Spectateurs : 8 305 Arbitrage : James Adcock | Bramall Lane, Sheffield Spectateurs : 8 305 Arbitrage : James Adcock |

|     | Shrewsbury Town (3)          | 2 - 1   | Huddersfield Town (2) |                                                                         |                                                                         |
| BST | Leitch-Smith 1re · Dodds 77e | (1 - 1) | Kachunga 39e          | New Meadow, Shrewsbury Spectateurs : 2 862 Arbitrage : Graham Salisbury | New Meadow, Shrewsbury Spectateurs : 2 862 Arbitrage : Graham Salisbury |
| BST | Rapport                      |         |                       | New Meadow, Shrewsbury Spectateurs : 2 862 Arbitrage : Graham Salisbury | New Meadow, Shrewsbury Spectateurs : 2 862 Arbitrage : Graham Salisbury |

|     | Southend United (3) | 1 - 3   | Gillingham (3)                         |                                                                          |                                                                          |
| BST | McLaughlin 34e      | (1 - 0) | McDonald 56e · Emmanuel-Thomas 74e 88e | Roots Hall, Southend-on-Sea Spectateurs : 2 816 Arbitrage : Tim Robinson | Roots Hall, Southend-on-Sea Spectateurs : 2 816 Arbitrage : Tim Robinson |
| BST | Rapport             |         |                                        | Roots Hall, Southend-on-Sea Spectateurs : 2 816 Arbitrage : Tim Robinson | Roots Hall, Southend-on-Sea Spectateurs : 2 816 Arbitrage : Tim Robinson |

|     | Walsall (3) | 0 - 2 a. p. | Yeovil Town (4)            |                                                                      |                                                                      |
| BST |             | (0 - 0)     | Campbell 103e · Dolan 111e | Bescot Stadium, Walsall Spectateurs : 2 699 Arbitrage : Robert Jones | Bescot Stadium, Walsall Spectateurs : 2 699 Arbitrage : Robert Jones |
| BST | Rapport     |             |                            | Bescot Stadium, Walsall Spectateurs : 2 699 Arbitrage : Robert Jones | Bescot Stadium, Walsall Spectateurs : 2 699 Arbitrage : Robert Jones |

|     | Wolverhampton Wanderers (2) | 2 - 1   | Crawley Town (4) |                                                                            |                                                                            |
| BST | Mason 7e · Coady 76e        | (1 - 1) | Boldewijn 13e    | Molineux Stadium, Wolverhampton Spectateurs : 8 252 Arbitrage : Ross Joyce | Molineux Stadium, Wolverhampton Spectateurs : 8 252 Arbitrage : Ross Joyce |
| BST | Rapport                     |         |                  | Molineux Stadium, Wolverhampton Spectateurs : 8 252 Arbitrage : Ross Joyce | Molineux Stadium, Wolverhampton Spectateurs : 8 252 Arbitrage : Ross Joyce |

|     | Wycombe Wanderers (4) | 0 - 1   | Bristol City (2) |                                                                      |                                                                      |
| BST |                       | (0 - 1) | Abraham 27e      | Adams Park, High Wycombe Spectateurs : 1 842 Arbitrage : Lee Collins | Adams Park, High Wycombe Spectateurs : 1 842 Arbitrage : Lee Collins |
| BST | Rapport               |         |                  | Adams Park, High Wycombe Spectateurs : 1 842 Arbitrage : Lee Collins | Adams Park, High Wycombe Spectateurs : 1 842 Arbitrage : Lee Collins |

|     | Barnet (4) | 0 - 4   | Millwall (3)                                                        |                                                                          |                                                                          |
| BST |            | (0 - 2) | Akinde 23e (csc) · O'Brien 35e · Morison 74e · Onyedinma 81e (pen.) | The Hive Stadium, Barnet Spectateurs : 1 410 Arbitrage : Dean Whitestone | The Hive Stadium, Barnet Spectateurs : 1 410 Arbitrage : Dean Whitestone |
| BST | Rapport    |         |                                                                     | The Hive Stadium, Barnet Spectateurs : 1 410 Arbitrage : Dean Whitestone | The Hive Stadium, Barnet Spectateurs : 1 410 Arbitrage : Dean Whitestone |

|     | Reading (2)                    | 2 - 0   | Plymouth Argyle (4) |                                                                        |                                                                        |
| BST | Van den Berg 16e · Beerens 28e | (2 - 0) |                     | Madejski Stadium, Reading Spectateurs : 6 979 Arbitrage : Simon Hooper | Madejski Stadium, Reading Spectateurs : 6 979 Arbitrage : Simon Hooper |
| BST | Rapport                        |         |                     | Madejski Stadium, Reading Spectateurs : 6 979 Arbitrage : Simon Hooper | Madejski Stadium, Reading Spectateurs : 6 979 Arbitrage : Simon Hooper |

| 10 août 2016 | Burton Albion (2)                       | 3 - 2 a. p. | Bury (3)              |                                                                                 |                                                                                 |
| BST          | Reilly 36e · Beavon 105e · Butcher 113e | (1 - 0)     | Pope 48e · Maher 120e | Pirelli Stadium, Burton upon Trent Spectateurs : 1 523 Arbitrage : Mark Heywood | Pirelli Stadium, Burton upon Trent Spectateurs : 1 523 Arbitrage : Mark Heywood |
| BST          | Rapport                                 |             |                       | Pirelli Stadium, Burton upon Trent Spectateurs : 1 523 Arbitrage : Mark Heywood | Pirelli Stadium, Burton upon Trent Spectateurs : 1 523 Arbitrage : Mark Heywood |

|     | Fleetwood Town (3)                           | 2 - 2 4 - 5 t. a. b. | Leeds United (2)                                 |                                                                         |                                                                         |
| BST | Holloway 13e · Hunter 111e                   | (1 - 0)              | Antonsson 89e · Wood 94e (pen.)                  | Highbury Stadium, Fleetwood Spectateurs : 3 332 Arbitrage : David Coote | Highbury Stadium, Fleetwood Spectateurs : 3 332 Arbitrage : David Coote |
| BST | Rapport                                      |                      |                                                  | Highbury Stadium, Fleetwood Spectateurs : 3 332 Arbitrage : David Coote | Highbury Stadium, Fleetwood Spectateurs : 3 332 Arbitrage : David Coote |
| BST | Grant · Ryan · McLaughlin · Hunter · Jónsson | Tirs au but 4 - 5    | Wood · Antonsson · Mowatt · Phillips · Hernández | Highbury Stadium, Fleetwood Spectateurs : 3 332 Arbitrage : David Coote | Highbury Stadium, Fleetwood Spectateurs : 3 332 Arbitrage : David Coote |

|     | Luton Town (4)                            | 3 - 1   | Aston Villa (2) |                                                                   |                                                                   |
| BST | Gray 35e · McGeehan 53e · Okore 66e (csc) | (1 - 1) | Ayew 13e        | Kenilworth Road, Luton Spectateurs : 7 412 Arbitrage : Gavin Ward | Kenilworth Road, Luton Spectateurs : 7 412 Arbitrage : Gavin Ward |
| BST | Rapport                                   |         |                 | Kenilworth Road, Luton Spectateurs : 7 412 Arbitrage : Gavin Ward | Kenilworth Road, Luton Spectateurs : 7 412 Arbitrage : Gavin Ward |

|     | Queens Park Rangers (2)                  | 2 - 2 4 - 2 t. a. b. | Swindon Town (3)                   |                                                                      |                                                                      |
| BST | Ngbakoto 58e · Washington 93e            | (0 - 0)              | Stewart 72e · Brophy 107e          | Loftus Road, Londres Spectateurs : 5 440 Arbitrage : Tony Harrington | Loftus Road, Londres Spectateurs : 5 440 Arbitrage : Tony Harrington |
| BST | Rapport                                  |                      |                                    | Loftus Road, Londres Spectateurs : 5 440 Arbitrage : Tony Harrington | Loftus Road, Londres Spectateurs : 5 440 Arbitrage : Tony Harrington |
| BST | Chery · Polter · Washington · El Khayati | Tirs au but 4 - 2    | Rodgers · Thomas · Stewart · Barry | Loftus Road, Londres Spectateurs : 5 440 Arbitrage : Tony Harrington | Loftus Road, Londres Spectateurs : 5 440 Arbitrage : Tony Harrington |

| 11 août 2016 | Bristol Rovers (3) | 1 - 0 a. p. | Cardiff City (2) |                                                                          |                                                                          |
| BST          | Lines 115e         | (0 - 0)     |                  | Memorial Stadium, Bristol Spectateurs : 4 851 Arbitrage : Chris Kavanagh | Memorial Stadium, Bristol Spectateurs : 4 851 Arbitrage : Chris Kavanagh |
| BST          | Rapport            |             |                  | Memorial Stadium, Bristol Spectateurs : 4 851 Arbitrage : Chris Kavanagh | Memorial Stadium, Bristol Spectateurs : 4 851 Arbitrage : Chris Kavanagh |

## Deuxième tour
| 23 août 2016 | Crystal Palace (1)     | 2 - 0   | Blackpool (4) |                                                                      |                                                                      |
|              | Dann 25e · Wickham 47e | (1 - 0) |               | Selhurst Park, Londres Spectateurs : 7 533 Arbitrage : Andrew Madley | Selhurst Park, Londres Spectateurs : 7 533 Arbitrage : Andrew Madley |
|              | Rapport                |         |               | Selhurst Park, Londres Spectateurs : 7 533 Arbitrage : Andrew Madley | Selhurst Park, Londres Spectateurs : 7 533 Arbitrage : Andrew Madley |

|  | Blackburn Rovers (2)                             | 4 - 3 a. p. | Crewe Alexandra (4)            |                                                                        |                                                                        |
|  | Akpan 42e · Wharton 69e · Conway 88e · Duffy 97e | (1 - 1)     | Bingham 8e · Dagnall 39e 90+3e | Ewood Park, Blackburn Spectateurs : 3 448 Arbitrage : Geoff Eltringham | Ewood Park, Blackburn Spectateurs : 3 448 Arbitrage : Geoff Eltringham |
|  | Rapport                                          |             |                                | Ewood Park, Blackburn Spectateurs : 3 448 Arbitrage : Geoff Eltringham | Ewood Park, Blackburn Spectateurs : 3 448 Arbitrage : Geoff Eltringham |

|  | Burton Albion (2) | 0 - 5   | Liverpool (1)                                                  |                                                                                 |                                                                                 |
|  |                   | (0 - 2) | Origi 15e · Firmino 22e · Naylor 61e (csc) · Sturridge 78e 83e | Pirelli Stadium, Burton upon Trent Spectateurs : 6 450 Arbitrage : Simon Hooper | Pirelli Stadium, Burton upon Trent Spectateurs : 6 450 Arbitrage : Simon Hooper |
|  | Rapport           |         |                                                                | Pirelli Stadium, Burton upon Trent Spectateurs : 6 450 Arbitrage : Simon Hooper | Pirelli Stadium, Burton upon Trent Spectateurs : 6 450 Arbitrage : Simon Hooper |

|  | Chelsea (1)                   | 3 - 2   | Bristol Rovers (3)                |                                                                        |                                                                        |
|  | Batshuayi 29e 41e · Moses 31e | (3 - 1) | Hartley 35e · Harrison 48e (pen.) | Stamford Bridge, Londres Spectateurs : 39 276 Arbitrage : Keith Stroud | Stamford Bridge, Londres Spectateurs : 39 276 Arbitrage : Keith Stroud |
|  | Rapport                       |         |                                   | Stamford Bridge, Londres Spectateurs : 39 276 Arbitrage : Keith Stroud | Stamford Bridge, Londres Spectateurs : 39 276 Arbitrage : Keith Stroud |

| | Derby County (2)    | 1 - 1 a. p. 14 - 13 t. a. b. | Carlisle United (4) |                                                                          |                                                                          |
| | Bent 56e            | (0 - 0) | Jones 90+5e         | Pride Park Stadium, Derby Spectateurs : 9 860 Arbitrage : Darren England | Pride Park Stadium, Derby Spectateurs : 9 860 Arbitrage : Darren England |
| | Rapport             | |                     | Pride Park Stadium, Derby Spectateurs : 9 860 Arbitrage : Darren England | Pride Park Stadium, Derby Spectateurs : 9 860 Arbitrage : Darren England |
| Ince · Blackman · Butterfield · Hughes · Keogh · Elsnik · Baird · Pearce · Lowe · Carson · Ince · Blackman · Butterfield · Hughes · Keogh · Elsnik | Tirs au but 14 - 13 | Devitt · Jones · Joyce · Wyke · Grainger · McKee · Gillesphey · Ibehre · Miller · Raynes · Devitt · Jones · Joyce · Wyke · Grainger · McKee |                     | Pride Park Stadium, Derby Spectateurs : 9 860 Arbitrage : Darren England | Pride Park Stadium, Derby Spectateurs : 9 860 Arbitrage : Darren England |

|  | Everton (1)                               | 4 - 0   | Yeovil Town (4) |                                                                          |                                                                          |
|  | Lennon 28e · Barkley 69e · Koné 83e 90+1e | (1 - 0) |                 | Goodison Park, Liverpool Spectateurs : 24 617 Arbitrage : Chris Kavanagh | Goodison Park, Liverpool Spectateurs : 24 617 Arbitrage : Chris Kavanagh |
|  | Rapport                                   |         |                 | Goodison Park, Liverpool Spectateurs : 24 617 Arbitrage : Chris Kavanagh | Goodison Park, Liverpool Spectateurs : 24 617 Arbitrage : Chris Kavanagh |

|  | Exeter City (4) | 1 - 3   | Hull City (1)                    |                                                                       |                                                                       |
|  | Taylor 24e      | (1 - 1) | Diomandé 26e 77e · Snodgrass 81e | Saint James Park, Exeter Spectateurs : 4 037 Arbitrage : Andy Woolmer | Saint James Park, Exeter Spectateurs : 4 037 Arbitrage : Andy Woolmer |
|  | Rapport         |         |                                  | Saint James Park, Exeter Spectateurs : 4 037 Arbitrage : Andy Woolmer | Saint James Park, Exeter Spectateurs : 4 037 Arbitrage : Andy Woolmer |

|  | Luton Town (4) | 0 - 1   | Leeds United (2) |                                                                              |                                                                              |
|  |                | (0 - 1) | Denton 23e       | Kenilworth Road Stadium, Luton Spectateurs : 7 498 Arbitrage : Kevin Johnson | Kenilworth Road Stadium, Luton Spectateurs : 7 498 Arbitrage : Kevin Johnson |
|  | Rapport        |         |                  | Kenilworth Road Stadium, Luton Spectateurs : 7 498 Arbitrage : Kevin Johnson | Kenilworth Road Stadium, Luton Spectateurs : 7 498 Arbitrage : Kevin Johnson |

|  | Millwall (3) | 1 - 2   | Nottingham Forest (2)       |                                                             |                                                             |
|  | Williams 77e | (0 - 1) | Paterson 35e · Veldwijk 87e | The Den, Londres Spectateurs : 4 009 Arbitrage : Gavin Ward | The Den, Londres Spectateurs : 4 009 Arbitrage : Gavin Ward |
|  | Rapport      |         |                             | The Den, Londres Spectateurs : 4 009 Arbitrage : Gavin Ward | The Den, Londres Spectateurs : 4 009 Arbitrage : Gavin Ward |

|  | Newcastle United (2) | 2 - 0   | Cheltenham Town (4) |                                                                                    |                                                                                    |
|  | Pérez 45+2e 47e      | (1 - 0) |                     | St. James' Park, Newcastle upon Tyne Spectateurs : 21 972 Arbitrage : Steve Martin | St. James' Park, Newcastle upon Tyne Spectateurs : 21 972 Arbitrage : Steve Martin |
|  | Rapport              |         |                     | St. James' Park, Newcastle upon Tyne Spectateurs : 21 972 Arbitrage : Steve Martin | St. James' Park, Newcastle upon Tyne Spectateurs : 21 972 Arbitrage : Steve Martin |

|                                             | Northampton Town (3)     | 2 - 2 a. p. 4 - 3 t. a. b.                         | West Bromwich Albion (1)  |                                                                            |                                                                            |
|                                             | Diamond 36e · Revell 82e | (1 - 1)                                            | McClean 45e · McAuley 47e | Sixfields Stadium, Northampton Spectateurs : 5 516 Arbitrage : Darren Bond | Sixfields Stadium, Northampton Spectateurs : 5 516 Arbitrage : Darren Bond |
|                                             | Rapport                  |                                                    |                           | Sixfields Stadium, Northampton Spectateurs : 5 516 Arbitrage : Darren Bond | Sixfields Stadium, Northampton Spectateurs : 5 516 Arbitrage : Darren Bond |
| Hoskins · Taylor · O'Toole · Revell · Gorré | Tirs au but 4 - 3        | Rondón · Berahino · Fletcher · Phillips · Morrison |                           | Sixfields Stadium, Northampton Spectateurs : 5 516 Arbitrage : Darren Bond | Sixfields Stadium, Northampton Spectateurs : 5 516 Arbitrage : Darren Bond |

|  | Norwich City (2)                                                         | 6 - 1   | Coventry City (3)   |                                                                  |                                                                  |
|  | Lafferty 25e · Canós 36e 80e · Martin 58e · Ja. Murphy 63e · Godfrey 86e | (2 - 0) | Lameiras 56e (pen.) | Carrow Road, Norwich Spectateurs : 10 510 Arbitrage : David Webb | Carrow Road, Norwich Spectateurs : 10 510 Arbitrage : David Webb |
|  | Rapport                                                                  |         |                     | Carrow Road, Norwich Spectateurs : 10 510 Arbitrage : David Webb | Carrow Road, Norwich Spectateurs : 10 510 Arbitrage : David Webb |

|  | Oxford United (3)          | 2 - 4   | Brighton & Hove Albion (2)                      |                                                                    |                                                                    |
|  | Thomas 28e · Crowley 90+4e | (1 - 1) | Adekugbe 2e · LuaLua 76e · Manu 81e · Hemed 85e | Kassam Stadium, Oxford Spectateurs : 3 189 Arbitrage : Andy Davies | Kassam Stadium, Oxford Spectateurs : 3 189 Arbitrage : Andy Davies |
|  | Rapport                    |         |                                                 | Kassam Stadium, Oxford Spectateurs : 3 189 Arbitrage : Andy Davies | Kassam Stadium, Oxford Spectateurs : 3 189 Arbitrage : Andy Davies |

|  | Peterborough United (3) | 1 - 3   | Swansea City (1)              |                                                                                |                                                                                |
|  | Da Silva Lopes 75e      | (0 - 3) | Fulton 15e · McBurnie 41e 44e | London Road Stadium, Peterborough Spectateurs : 4 727 Arbitrage : James Adcock | London Road Stadium, Peterborough Spectateurs : 4 727 Arbitrage : James Adcock |
|  | Rapport                 |         |                               | London Road Stadium, Peterborough Spectateurs : 4 727 Arbitrage : James Adcock | London Road Stadium, Peterborough Spectateurs : 4 727 Arbitrage : James Adcock |

|  | Preston North End (2)  | 2 - 0   | Oldham Athletic (3) |                                                                |                                                                |
|  | Doyle 66e · Hugill 81e | (0 - 0) |                     | Deepdale, Preston Spectateurs : 5 075 Arbitrage : Scott Duncan | Deepdale, Preston Spectateurs : 5 075 Arbitrage : Scott Duncan |
|  | Rapport                |         |                     | Deepdale, Preston Spectateurs : 5 075 Arbitrage : Scott Duncan | Deepdale, Preston Spectateurs : 5 075 Arbitrage : Scott Duncan |

|  | Queens Park Rangers (2) | 2 - 1   | Rochdale (3) |                                                                      |                                                                      |
|  | Sandro 41e 74e          | (1 - 1) | Lund 5e      | Loftus Road, Londres Spectateurs : 3 928 Arbitrage : Dean Whitestone | Loftus Road, Londres Spectateurs : 3 928 Arbitrage : Dean Whitestone |
|  | Rapport                 |         |              | Loftus Road, Londres Spectateurs : 3 928 Arbitrage : Dean Whitestone | Loftus Road, Londres Spectateurs : 3 928 Arbitrage : Dean Whitestone |

|  | Scunthorpe United (3) | 1 - 2 a. p. | Bristol City (2)       |                                                                      |                                                                      |
|  | Morris 60e (pen.)     | (1 - 1)     | Reid 35e · Abraham 97e | Glanford Park, Scunthorpe Spectateurs : 2 397 Arbitrage : Ross Joyce | Glanford Park, Scunthorpe Spectateurs : 2 397 Arbitrage : Ross Joyce |
|  | Rapport               |             |                        | Glanford Park, Scunthorpe Spectateurs : 2 397 Arbitrage : Ross Joyce | Glanford Park, Scunthorpe Spectateurs : 2 397 Arbitrage : Ross Joyce |

|  | Stevenage (4) | 0 - 4   | Stoke City (1)                    |                                                                          |                                                                          |
|  |               | (0 - 2) | Crouch 14e 48e 70e · Bardsley 32e | Broadhall Way, Stevenage Spectateurs : 3 363 Arbitrage : Oliver Langford | Broadhall Way, Stevenage Spectateurs : 3 363 Arbitrage : Oliver Langford |
|  | Rapport       |         |                                   | Broadhall Way, Stevenage Spectateurs : 3 363 Arbitrage : Oliver Langford | Broadhall Way, Stevenage Spectateurs : 3 363 Arbitrage : Oliver Langford |

|  | Watford (1) | 1 - 2 a. p. | Gillingham (3)        |                                                                        |                                                                        |
|  | Ighalo 57e  | (0 - 0)     | Byrne 82e · Dack 102e | Vicarage Road, Watford Spectateurs : 7 004 Arbitrage : James Linington | Vicarage Road, Watford Spectateurs : 7 004 Arbitrage : James Linington |
|  | Rapport     |             |                       | Vicarage Road, Watford Spectateurs : 7 004 Arbitrage : James Linington | Vicarage Road, Watford Spectateurs : 7 004 Arbitrage : James Linington |

|  | Wolverhampton Wanderers (2) | 2 - 1   | Cambridge United (4) |                                                                        |                                                                        |
|  | Costa 6e · Wallace 13e      | (2 - 1) | Elito 14e            | Molineux, Wolverhampton Spectateurs : 9 500 Arbitrage : Brendan Malone | Molineux, Wolverhampton Spectateurs : 9 500 Arbitrage : Brendan Malone |
|  | Rapport                     |         |                      | Molineux, Wolverhampton Spectateurs : 9 500 Arbitrage : Brendan Malone | Molineux, Wolverhampton Spectateurs : 9 500 Arbitrage : Brendan Malone |

|                                             | Reading (2)       | 2 - 2 a. p. 4 - 2 t. a. b.                   | Milton Keynes Dons (3)               |                                                                              |                                                                              |
|                                             | Harriott 68e 114e | (0 - 1)                                      | Bowditch 34e (pen.) · Tshimanga 118e | Madejski Stadium, Reading Spectateurs : 6 848 Arbitrage : Charles Breakspear | Madejski Stadium, Reading Spectateurs : 6 848 Arbitrage : Charles Breakspear |
|                                             | Rapport           |                                              |                                      | Madejski Stadium, Reading Spectateurs : 6 848 Arbitrage : Charles Breakspear | Madejski Stadium, Reading Spectateurs : 6 848 Arbitrage : Charles Breakspear |
| Williams · Evans · Quinn · Harriott · Obita | Tirs au but 4 - 2 | Upson · Reeves · Carruthers · G. C. Williams |                                      | Madejski Stadium, Reading Spectateurs : 6 848 Arbitrage : Charles Breakspear | Madejski Stadium, Reading Spectateurs : 6 848 Arbitrage : Charles Breakspear |

| 24 août 2016 | Accrington Stanley (4) | 1 - 0 a. p. | Burnley (1) |                                                                          |                                                                          |
|              | Pearson 120e           | (0 - 0)     |             | Wham Stadium, Accrington Spectateurs : 3 170 Arbitrage : Tony Harrington | Wham Stadium, Accrington Spectateurs : 3 170 Arbitrage : Tony Harrington |
|              | Rapport                |             |             | Wham Stadium, Accrington Spectateurs : 3 170 Arbitrage : Tony Harrington | Wham Stadium, Accrington Spectateurs : 3 170 Arbitrage : Tony Harrington |

|  | Fulham (2)                           | 2 - 1 a. p. | Middlesbrough (1) |                                                                     |                                                                     |
|  | De Sart 54e (csc) · Christensen 113e | (1 - 1)     | Nugent 8e         | Craven Cottage, Londres Spectateurs : 8 522 Arbitrage : David Coote | Craven Cottage, Londres Spectateurs : 8 522 Arbitrage : David Coote |
|  | Rapport                              |             |                   | Craven Cottage, Londres Spectateurs : 8 522 Arbitrage : David Coote | Craven Cottage, Londres Spectateurs : 8 522 Arbitrage : David Coote |

|  | Morecambe (4) | 1 - 2   | AFC Bournemouth (1)       |                                                                     |                                                                     |
|  | Stockton 14e  | (1 - 1) | Gradel 8e · M. Wilson 54e | Globe Arena, Morecambe Spectateurs : 2 542 Arbitrage : Peter Bankes | Globe Arena, Morecambe Spectateurs : 2 542 Arbitrage : Peter Bankes |
|  | Rapport       |         |                           | Globe Arena, Morecambe Spectateurs : 2 542 Arbitrage : Peter Bankes | Globe Arena, Morecambe Spectateurs : 2 542 Arbitrage : Peter Bankes |

|  | Sunderland (1) | 1 - 0   | Shrewsbury Town (3) |                                                                              |                                                                              |
|  | Januzaj 83e    | (0 - 0) |                     | Stadium of Light, Sunderland Spectateurs : 13 979 Arbitrage : Jeremy Simpson | Stadium of Light, Sunderland Spectateurs : 13 979 Arbitrage : Jeremy Simpson |
|  | Rapport        |         |                     | Stadium of Light, Sunderland Spectateurs : 13 979 Arbitrage : Jeremy Simpson | Stadium of Light, Sunderland Spectateurs : 13 979 Arbitrage : Jeremy Simpson |

## Troisième tour
| 20 septembre 2016 | AFC Bournemouth (1)              | 2 - 3 a. p. | Preston (2)           |                                                                      |                                                                      |
| 19h45 BST         | Grabban 53e (pen.) · Gosling 76e | (0 - 1)     | Makienok 10e 85e 111e | Dean Court, Bournemouth Spectateurs : 7 595 Arbitrage : Simon Hooper | Dean Court, Bournemouth Spectateurs : 7 595 Arbitrage : Simon Hooper |
| 19h45 BST         | Rapport                          |             |                       | Dean Court, Bournemouth Spectateurs : 7 595 Arbitrage : Simon Hooper | Dean Court, Bournemouth Spectateurs : 7 595 Arbitrage : Simon Hooper |

|           | Brighton (2) | 1 - 2   | Reading FC (2)        |                                                                      |                                                                      |
| 19h45 BST | Hemed 85e    | (0 - 1) | Quinn 32e · Swift 54e | Falmer Stadium, Brighton Spectateurs : 6 235 Arbitrage : Lee Probert | Falmer Stadium, Brighton Spectateurs : 6 235 Arbitrage : Lee Probert |
| 19h45 BST | Rapport      |         |                       | Falmer Stadium, Brighton Spectateurs : 6 235 Arbitrage : Lee Probert | Falmer Stadium, Brighton Spectateurs : 6 235 Arbitrage : Lee Probert |

|           | Derby County (2) | 0 - 3   | Liverpool (1)                         |                                                                         |                                                                         |
| 19h45 BST |                  | (0 - 1) | Klavan 24e · Coutinho 50e · Origi 54e | Pride Park Stadium, Derby Spectateurs : 26 245 Arbitrage : Graham Scott | Pride Park Stadium, Derby Spectateurs : 26 245 Arbitrage : Graham Scott |
| 19h45 BST | Rapport          |         |                                       | Pride Park Stadium, Derby Spectateurs : 26 245 Arbitrage : Graham Scott | Pride Park Stadium, Derby Spectateurs : 26 245 Arbitrage : Graham Scott |

|           | Everton (1) | 0 - 2   | Norwich City (2)          |                                                                         |                                                                         |
| 19h45 BST |             | (0 - 1) | Naismith 41e · Murphy 74e | Goodison Park, Liverpool Spectateurs : 29 550 Arbitrage : Andrew Maldey | Goodison Park, Liverpool Spectateurs : 29 550 Arbitrage : Andrew Maldey |
| 19h45 BST | Rapport     |         |                           | Goodison Park, Liverpool Spectateurs : 29 550 Arbitrage : Andrew Maldey | Goodison Park, Liverpool Spectateurs : 29 550 Arbitrage : Andrew Maldey |

|           | Leeds United (2) | 1 - 0   | Blackburn Rovers (2) |                                                                   |                                                                   |
| 19h45 BST | Wood 85e         | (0 - 0) |                      | Elland Road, Leeds Spectateurs : 8 488 Arbitrage : Darren Deadman | Elland Road, Leeds Spectateurs : 8 488 Arbitrage : Darren Deadman |
| 19h45 BST | Rapport          |         |                      | Elland Road, Leeds Spectateurs : 8 488 Arbitrage : Darren Deadman | Elland Road, Leeds Spectateurs : 8 488 Arbitrage : Darren Deadman |

|           | Leicester City (1) | 2 - 4 a. p. | Chelsea (1)                                       |                                                                              |                                                                              |
| 19h45 BST | Okazaki 17e 34e    | (2 - 1)     | Cahill 45+2e · Azpilicueta 49e · Fàbregas 92e 94e | King Power Stadium, Leicester Spectateurs : 29 899 Arbitrage : Robert Madley | King Power Stadium, Leicester Spectateurs : 29 899 Arbitrage : Robert Madley |
| 19h45 BST | Rapport            |             |                                                   | King Power Stadium, Leicester Spectateurs : 29 899 Arbitrage : Robert Madley | King Power Stadium, Leicester Spectateurs : 29 899 Arbitrage : Robert Madley |

|           | Newcastle (2)              | 2 - 0   | Wolverhampton (2) |                                                                                   |                                                                                   |
| 19h45 BST | Ritchie 29e · Gouffran 31e | (2 - 0) |                   | St James' Park, Newcastle upon Tyne Spectateurs : 34 735 Arbitrage : Andy Woolmer | St James' Park, Newcastle upon Tyne Spectateurs : 34 735 Arbitrage : Andy Woolmer |
| 19h45 BST | Rapport                    |         |                   | St James' Park, Newcastle upon Tyne Spectateurs : 34 735 Arbitrage : Andy Woolmer | St James' Park, Newcastle upon Tyne Spectateurs : 34 735 Arbitrage : Andy Woolmer |

|           | Nottingham Forest (2) | 0 - 4   | Arsenal (1)                                                 |                                                                       |                                                                       |
| 19h45 BST |                       | (0 - 1) | Xhaka 23e · Pérez 59e (pen.) 71e · Oxlade-Chamberlain 90+3e | City Ground, Nottingham Spectateurs : 28 567 Arbitrage : Paul Tierney | City Ground, Nottingham Spectateurs : 28 567 Arbitrage : Paul Tierney |
| 19h45 BST | Rapport               |         |                                                             | City Ground, Nottingham Spectateurs : 28 567 Arbitrage : Paul Tierney | City Ground, Nottingham Spectateurs : 28 567 Arbitrage : Paul Tierney |

| 21 septembre 2016 | Fulham (2) | 1 - 2   | Bristol City (2)            |                                                                     |                                                                     |
| 19h45 BST         | Piazon 14e | (1 - 1) | Wilbraham 45e · Abraham 90e | Craven Cottage, Londres Spectateurs : 6 017 Arbitrage : Andy Davies | Craven Cottage, Londres Spectateurs : 6 017 Arbitrage : Andy Davies |
| 19h45 BST         | Rapport    |         |                             | Craven Cottage, Londres Spectateurs : 6 017 Arbitrage : Andy Davies | Craven Cottage, Londres Spectateurs : 6 017 Arbitrage : Andy Davies |

|           | Northampton (3)   | 1 - 3   | Manchester United (1)                    |                                                                               |                                                                               |
| 19h45 BST | Revell 42e (pen.) | (1 - 1) | Carrick 17e · Herrera 68e · Rashford 75e | Sixfields Stadium, Northampton Spectateurs : 7 798 Arbitrage : Stuart Attwell | Sixfields Stadium, Northampton Spectateurs : 7 798 Arbitrage : Stuart Attwell |
| 19h45 BST | Rapport           |         |                                          | Sixfields Stadium, Northampton Spectateurs : 7 798 Arbitrage : Stuart Attwell | Sixfields Stadium, Northampton Spectateurs : 7 798 Arbitrage : Stuart Attwell |

|           | Queens Park Rangers (2) | 1 - 2   | Sunderland (1) |                                                                    |                                                                    |
| 19h45 BST | Sandro 60e              | (0 - 0) | McNair 70e 80e | Loftus Road, Londres Spectateurs : 14 301 Arbitrage : Peter Bankes | Loftus Road, Londres Spectateurs : 14 301 Arbitrage : Peter Bankes |
| 19h45 BST | Rapport                 |         |                | Loftus Road, Londres Spectateurs : 14 301 Arbitrage : Peter Bankes | Loftus Road, Londres Spectateurs : 14 301 Arbitrage : Peter Bankes |

|           | Southampton (1)                 | 2 - 0   | Crystal Palace (1) |                                                                              |                                                                              |
| 19h45 BST | Austin 33e (pen.) · Hesketh 64e | (1 - 0) |                    | St Mary's Stadium, Southampton Spectateurs : 14 080 Arbitrage : James Adcock | St Mary's Stadium, Southampton Spectateurs : 14 080 Arbitrage : James Adcock |
| 19h45 BST | Rapport                         |         |                    | St Mary's Stadium, Southampton Spectateurs : 14 080 Arbitrage : James Adcock | St Mary's Stadium, Southampton Spectateurs : 14 080 Arbitrage : James Adcock |

|           | Swansea City (1) | 1 - 2   | Manchester City (1)     |                                                                        |                                                                        |
| 19h45 BST | Sigurðsson 90+3e | (0 - 0) | Clichy 49e · García 68e | Liberty Stadium, Swansea Spectateurs : 18 237 Arbitrage : Keith Stroud | Liberty Stadium, Swansea Spectateurs : 18 237 Arbitrage : Keith Stroud |
| 19h45 BST | Rapport          |         |                         | Liberty Stadium, Swansea Spectateurs : 18 237 Arbitrage : Keith Stroud | Liberty Stadium, Swansea Spectateurs : 18 237 Arbitrage : Keith Stroud |

|           | West Ham (1) | 1 - 0   | Accrington (4) |                                                                                   |                                                                                   |
| 19h45 BST | Payet 90+6e  | (0 - 0) |                | Stade olympique de Londres, Londres Spectateurs : 39 877 Arbitrage : Steve Martin | Stade olympique de Londres, Londres Spectateurs : 39 877 Arbitrage : Steve Martin |
| 19h45 BST | Rapport      |         |                | Stade olympique de Londres, Londres Spectateurs : 39 877 Arbitrage : Steve Martin | Stade olympique de Londres, Londres Spectateurs : 39 877 Arbitrage : Steve Martin |

|           | Stoke City (1) | 1 - 2   | Hull City (1)               |                                                                                |                                                                                |
| 20h00 BST | Arnautović 24e | (1 - 1) | Mason 45e · Henriksen 90+1e | Bet365 Stadium, Stoke-on-Trent Spectateurs : 10 550 Arbitrage : Chris Kavanagh | Bet365 Stadium, Stoke-on-Trent Spectateurs : 10 550 Arbitrage : Chris Kavanagh |
| 20h00 BST | Rapport        |         |                             | Bet365 Stadium, Stoke-on-Trent Spectateurs : 10 550 Arbitrage : Chris Kavanagh | Bet365 Stadium, Stoke-on-Trent Spectateurs : 10 550 Arbitrage : Chris Kavanagh |

|           | Tottenham (1)                                                  | 5 - 0   | Gillingham (3) |                                                                       |                                                                       |
| 20h00 BST | Eriksen 31e 48e · Janssen 51e (pen.) · Onomah 65e · Lamela 68e | (1 - 0) |                | White Hart Lane, Londres Spectateurs : 26 244 Arbitrage : David Coote | White Hart Lane, Londres Spectateurs : 26 244 Arbitrage : David Coote |
| 20h00 BST | Rapport                                                        |         |                | White Hart Lane, Londres Spectateurs : 26 244 Arbitrage : David Coote | White Hart Lane, Londres Spectateurs : 26 244 Arbitrage : David Coote |

## Quatrième tour
| 25 octobre 2016 | Arsenal (1)                | 2 - 0   | Reading (2) |                                                                         |                                                                         |
| 19h45 BST       | Oxlade-Chamberlain 33e 77e | (1 - 0) |             | Emirates Stadium, Londres Spectateurs : 59 865 Arbitrage : Graham Scott | Emirates Stadium, Londres Spectateurs : 59 865 Arbitrage : Graham Scott |
| 19h45 BST       | Rapport                    |         |             | Emirates Stadium, Londres Spectateurs : 59 865 Arbitrage : Graham Scott | Emirates Stadium, Londres Spectateurs : 59 865 Arbitrage : Graham Scott |

|           | Bristol City (2) | 1 - 2   | Hull City (1)            |                                                                            |                                                                            |
| 19h45 BST | Tomlin 90+3e     | (0 - 1) | Maguire 43e · Dawson 46e | Ashton Gate Stadium, Bristol Spectateurs : 16 149 Arbitrage : Keith Stroud | Ashton Gate Stadium, Bristol Spectateurs : 16 149 Arbitrage : Keith Stroud |
| 19h45 BST | Rapport          |         |                          | Ashton Gate Stadium, Bristol Spectateurs : 16 149 Arbitrage : Keith Stroud | Ashton Gate Stadium, Bristol Spectateurs : 16 149 Arbitrage : Keith Stroud |

|           | Leeds United (2)                          | 2 - 2 3 - 2 t. a. b. | Norwich City (2)                                  |                                                                  |                                                                  |
| 19h45 BST | Antonsson 42e · Wood 109e                 | (1 - 1)              | Pritchard 13e · Oliveira 99e                      | Elland Road, Leeds Spectateurs : 22 222 Arbitrage : Andy Woolmer | Elland Road, Leeds Spectateurs : 22 222 Arbitrage : Andy Woolmer |
| 19h45 BST | Rapport                                   |                      |                                                   | Elland Road, Leeds Spectateurs : 22 222 Arbitrage : Andy Woolmer | Elland Road, Leeds Spectateurs : 22 222 Arbitrage : Andy Woolmer |
| 19h45 BST | Wood · Roofe · Phillips · Grimes · Vieira | Tirs au but 3 - 2    | Dorrans · Pritchard · Naismith · Oliveira · Brady | Elland Road, Leeds Spectateurs : 22 222 Arbitrage : Andy Woolmer | Elland Road, Leeds Spectateurs : 22 222 Arbitrage : Andy Woolmer |

|           | Liverpool (1)    | 2 - 1   | Tottenham (1) |                                                                   |                                                                   |
| 19h45 BST | Sturridge 9e 64e | (1 - 0) | Janssen 76e   | Anfield, Liverpool Spectateurs : 53 051 Arbitrage : Jonathan Moss | Anfield, Liverpool Spectateurs : 53 051 Arbitrage : Jonathan Moss |
| 19h45 BST | Rapport          |         |               | Anfield, Liverpool Spectateurs : 53 051 Arbitrage : Jonathan Moss | Anfield, Liverpool Spectateurs : 53 051 Arbitrage : Jonathan Moss |

|           | Newcastle (2)                                                       | 6 - 0   | Preston (2) |                                                                                    |                                                                                    |
| 19h45 BST | Mitrović 19e 56e · Diamé 38e 87e · Ritchie 53e (pen.) · Pérez 90+1e | (2 - 0) |             | St James' Park, Newcastle upon Tyne Spectateurs : 49 042 Arbitrage : Andrew Madley | St James' Park, Newcastle upon Tyne Spectateurs : 49 042 Arbitrage : Andrew Madley |
| 19h45 BST | Rapport                                                             |         |             | St James' Park, Newcastle upon Tyne Spectateurs : 49 042 Arbitrage : Andrew Madley | St James' Park, Newcastle upon Tyne Spectateurs : 49 042 Arbitrage : Andrew Madley |

| 26 octobre 2016 | Southampton (1) | 1 - 0   | Sunderland (1) |                                                                                      |                                                                                      |
| 19h45 BST       | Boufal 66e      | (0 - 0) |                | St Mary's Stadium, Southampton Spectateurs : 21 460 Arbitrage : Christopher Kavanagh | St Mary's Stadium, Southampton Spectateurs : 21 460 Arbitrage : Christopher Kavanagh |
| 19h45 BST       | Rapport         |         |                | St Mary's Stadium, Southampton Spectateurs : 21 460 Arbitrage : Christopher Kavanagh | St Mary's Stadium, Southampton Spectateurs : 21 460 Arbitrage : Christopher Kavanagh |

|           | West Ham (1)                | 2 - 1   | Chelsea (1)  |                                                                                   |                                                                                   |
| 19h45 BST | Kouyaté 11e · Fernandes 48e | (1 - 0) | Cahill 90+5e | Stade olympique de Londres, Londres Spectateurs : 45 957 Arbitrage : Craig Pawson | Stade olympique de Londres, Londres Spectateurs : 45 957 Arbitrage : Craig Pawson |
| 19h45 BST | Rapport                     |         |              | Stade olympique de Londres, Londres Spectateurs : 45 957 Arbitrage : Craig Pawson | Stade olympique de Londres, Londres Spectateurs : 45 957 Arbitrage : Craig Pawson |

|           | Manchester United (1) | 1 - 0   | Manchester City (1) |                                                                     |                                                                     |
| 20h00 BST | Mata 54e              | (0 - 0) |                     | Old Trafford, Manchester Spectateurs : 74 196 Arbitrage : Mike Dean | Old Trafford, Manchester Spectateurs : 74 196 Arbitrage : Mike Dean |
| 20h00 BST | Rapport               |         |                     | Old Trafford, Manchester Spectateurs : 74 196 Arbitrage : Mike Dean | Old Trafford, Manchester Spectateurs : 74 196 Arbitrage : Mike Dean |

## Cinquième tour
| 29 novembre 2016 | Hull City (1)                    | 1 - 1 3 - 1 t. a. b. | Newcastle (2)                     |                                                                                |                                                                                |
| 19h45 BST        | Snodgrass 99e                    | (0 - 0)              | Diamé 98e                         | KC Stadium, Kingston-upon-Hull Spectateurs : 16 243 Arbitrage : Neil Swarbrick | KC Stadium, Kingston-upon-Hull Spectateurs : 16 243 Arbitrage : Neil Swarbrick |
| 19h45 BST        | Rapport                          |                      |                                   | KC Stadium, Kingston-upon-Hull Spectateurs : 16 243 Arbitrage : Neil Swarbrick | KC Stadium, Kingston-upon-Hull Spectateurs : 16 243 Arbitrage : Neil Swarbrick |
| 19h45 BST        | Snodgrass · Dawson · Huddlestone | Tirs au but 3 - 1    | Shelvey · Gayle · Atsu · Gouffran | KC Stadium, Kingston-upon-Hull Spectateurs : 16 243 Arbitrage : Neil Swarbrick | KC Stadium, Kingston-upon-Hull Spectateurs : 16 243 Arbitrage : Neil Swarbrick |

|           | Liverpool (1)            | 2 - 0   | Leeds United (2) |                                                                    |                                                                    |
| 19h45 BST | Origi 76e · Woodburn 81e | (0 - 0) |                  | Anfield, Liverpool Spectateurs : 52 012 Arbitrage : Andre Marriner | Anfield, Liverpool Spectateurs : 52 012 Arbitrage : Andre Marriner |
| 19h45 BST | Rapport                  |         |                  | Anfield, Liverpool Spectateurs : 52 012 Arbitrage : Andre Marriner | Anfield, Liverpool Spectateurs : 52 012 Arbitrage : Andre Marriner |

| 30 novembre 2016 | Arsenal (1) | 0 - 2   | Southampton (1)           |                                                                         |                                                                         |
| 19h45 BST        |             | (0 - 2) | Clasie 13e · Bertrand 38e | Emirates Stadium, Londres Spectateurs : 59 013 Arbitrage : Kevin Friend | Emirates Stadium, Londres Spectateurs : 59 013 Arbitrage : Kevin Friend |
| 19h45 BST        | Rapport     |         |                           | Emirates Stadium, Londres Spectateurs : 59 013 Arbitrage : Kevin Friend | Emirates Stadium, Londres Spectateurs : 59 013 Arbitrage : Kevin Friend |

|           | Manchester United (1)                  | 4 - 1   | West Ham (1) |                                                                      |                                                                      |
| 20h00 BST | Ibrahimović 2e 90+3e · Martial 48e 62e | (1 - 1) | Fletcher 35e | Old Trafford, Manchester Spectateurs : 65 269 Arbitrage : Mike Jones | Old Trafford, Manchester Spectateurs : 65 269 Arbitrage : Mike Jones |
| 20h00 BST | Rapport                                |         |              | Old Trafford, Manchester Spectateurs : 65 269 Arbitrage : Mike Jones | Old Trafford, Manchester Spectateurs : 65 269 Arbitrage : Mike Jones |

## Demi-finales

### Aller
| 10 janvier 2017 | Manchester United (1)   | 2 - 0   | Hull City (1) |                                                                        |                                                                        |
| 20h00 BST       | Mata 56e · Fellaini 87e | (0 - 0) |               | Old Trafford, Manchester Spectateurs : 65 798 Arbitrage : Kevin Friend | Old Trafford, Manchester Spectateurs : 65 798 Arbitrage : Kevin Friend |
| 20h00 BST       | Rapport                 |         |               | Old Trafford, Manchester Spectateurs : 65 798 Arbitrage : Kevin Friend | Old Trafford, Manchester Spectateurs : 65 798 Arbitrage : Kevin Friend |

| 11 janvier 2017 | Southampton (1) | 1 - 0   | Liverpool (1) |                                                                                |                                                                                |
| BST             | Redmond 20e     | (1 - 0) |               | St Mary's Stadium, Southampton Spectateurs : 31 480 Arbitrage : Neil Swarbrick | St Mary's Stadium, Southampton Spectateurs : 31 480 Arbitrage : Neil Swarbrick |

### Retour
| 25 janvier 2017 | Liverpool (1) | 0 - 1   | Southampton (1) |                                                                     |                                                                     |
| BST             |               | (0 - 0) | Long 90+1e      | Anfield, Liverpool Spectateurs : 52 238 Arbitrage : Martin Atkinson | Anfield, Liverpool Spectateurs : 52 238 Arbitrage : Martin Atkinson |

| 26 janvier 2017 | Hull City (1)                       | 2 - 1   | Manchester United (1) |                                                                               |                                                                               |
| BST             | Huddlestone 35e (pen.) · Niasse 85e | (1 - 0) | Pogba 66e             | KC Stadium, Kingston-upon-Hull Spectateurs : 16 831 Arbitrage : Jonathan Moss | KC Stadium, Kingston-upon-Hull Spectateurs : 16 831 Arbitrage : Jonathan Moss |

## Finale
| 26 février 2017 | Southampton FC (1)   | 2 - 3   | Manchester United (1)             |                                                                  |                                                                  |
| 16h30 BST       | Gabbiadini 45+1e 49e | (1 - 2) | Ibrahimović 19e 87e · Lingard 39e | Wembley, Londres Spectateurs : 85 264 Arbitrage : Andre Marriner | Wembley, Londres Spectateurs : 85 264 Arbitrage : Andre Marriner |